# وزارة الدفاع (أوكرانيا)
وزارة الدفاع  (بالإنجليزية: Ministry of Defence)‏ (بالأوكرانية: Міністерство оборони України) هي وزارة تابعة لحكومة أوكرانيا تُشرف على الدفاع الوطني والقوات المسلحة الأوكرانية. يرأس الوزارة وزير الدفاع، ورئيس أوكرانيا هو القائد الأعلى للقوات المسلحة، أنشئت في 24 سبتمبر 1991 بعد إعلان أوكرانيا الاستقلال عن الاتحاد السوفياتي. كانت الوزارة مسؤولة عن إعادة تنظيم جميع القوات السوفيتية على الأراضي الأوكرانية تحت قيادتها.
تأسست الوزارة في أوكرانيا في 24 سبتمبر/أيلول 1991، بعد شهر واحد من قرار إعلان استقلال أوكرانيا. كُلِّفت الوزارة بإعادة تنظيم جميع القوات العسكرية السوفيتية على الأراضي الخاضعة للولاية القضائية الأوكرانية. في عام 1994، تخلَّت أوكرانيا طواعيةً عن جميع أسلحتها النووية. وأنفقت الوزارة أموالاً طائلة على إزالة الأسلحة النووية والقواعد والمعدات العسكرية لتلبية متطلبات اتفاقية القوات المسلحة التقليدية في أوروبا.
في عام 2022، كان من المقرر تخصيص 5٪ من الناتج المحلي الإجمالي لأوكرانيا لتلبية احتياجات وزارة الدفاع. في يوليو 2022، وفي خضم الغزو الروسي لأوكرانيا، أعلنت وزارة الدفاع الأوكرانية أنها تنفق ميزانية عام كامل من كل شهر خلال فترة الحرب مع روسيا.

## المهام
كما أقرّ البرلمان الأوكراني (الفيرخوفنا رادا)، فإن الأهداف الرئيسية للوزارة هي منع الأعمال العدائية، وهيكلة الجيش، وصد جميع أشكال العدوان (سواءً داخليًا أو دوليًا). وتستند سياسات الأمن الأوكرانية إلى عدم التدخل، واحترام الحدود الوطنية وسيادة الدول الأخرى، ورفض أي استخدام للقوة كأداة للتأثير.
ونظرًا للحساسية السياسية، فإن العقيدة العسكرية، على غرار سياسة أوكرانيا الأمنية، لا تُشير إلى تهديدات مُحددة. بل تُشير إلى "دول تُشكل سياستها المُستمرة تهديدًا عسكريًا، أو تُؤدي إلى التدخل في الشؤون الداخلية لأوكرانيا، أو تُمسّ بسلامة أراضيها ومصالحها الوطنية".
ومن ثم فإن وزارة الدفاع مسؤولة عن:
- دعم الأنشطة اليومية للقوات المسلحة
- الاستعداد للمهمة والتعبئة

قيمة المقاتل
- التدريب على أداء المهام الموكلة والمشاركة
- التوظيف والتدريب المناسب

إمدادات الأسلحة والمعدات العسكرية
- المواد والتمويل والموارد الأخرى وفقًا للمتطلبات
- السيطرة على الاستخدام الفعال لهذه الموارد
- تطوير التوافق التشغيلي مع السلطة التنفيذية والوكالات المدنية المدنيين.
- التعاون العسكري والعسكري التقني الدولي
- الرقابة على امتثال أنشطة القوات المسلحة للقانون

تهيئة الظروف للسيطرة المدنية على القوات المسلحة.

## التاريخ

### أوائل القرن العشرين
أُنشئ أول مكتب تنفيذي عسكري في 28 يونيو 1917، كجزء من الأمانة العامة لأوكرانيا، برئاسة سيمون بتليورا. وقد أُنشئ بناءً على اللجنة العسكرية العامة الأوكرانية تحت رعاية المجلس المركزي لأوكرانيا. رفضت الحكومة الروسية المؤقتة الاعتراف به، ولكن بعد الثورة البلشفية، أُعيد تأسيس أمانة الشؤون العسكرية في 12 نوفمبر 1917. في نهاية ديسمبر 1917، استقال سيمون بيتليورا احتجاجًا على معاهدة برست ليتوفسك.
في الوقت نفسه، أنشأ البلاشفة جهازهم التنفيذي الخاص كجزء من أمانة الشعب برئاسة فاسيل شخراي. في 6 يناير/كانون الثاني 1918، عيّن فولوديمير فينيتشينكو ميكولا بورش في المنصب الشاغر. في 25 يناير/كانون الثاني 1918، أُعيد تنظيم الأمانات العامة لتصبح وزارات شعبية مع إعلان أوكرانيا استقلالها. كما استمرت وزارة الشؤون العسكرية [الشعبية] في عهد هيتمان أوكرانيا بافلو سكوروبادسكي وحتى نفي الحكومة الوطنية الأوكرانية في نهاية عام 1920.
في 24 يناير/كانون الثاني 1919، تأسست مفوضية الشعب للشؤون العسكرية في جمهورية أوكرانيا السوفيتية الاشتراكية. حُلّت في صيف عام 1919 نتيجةً للاتحاد العسكري الذي وُقّع بين حكومتي جمهورية أوكرانيا السوفيتية الاشتراكية وجمهورية روسيا السوفيتية الاشتراكية الإتحادية في أبريل/نيسان 1919.
في عام 1944، كانت هناك أيضًا مفوضية الدفاع الشعبية لجمهورية أوكرانيا السوفييتية الاشتراكية.

### ما بعد الاتحاد السوفيتي

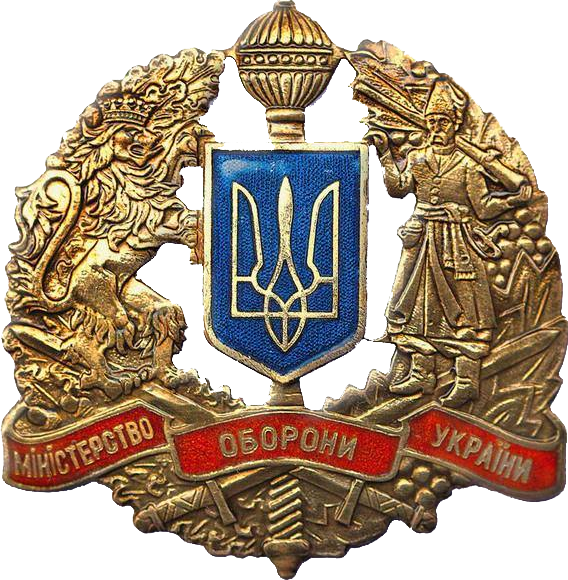
شعار وزارة الدفاع

شارة خدمة وزارة الدفاع

## الهيكل التنظيمي

الهيكل التنظيمي لوزارة الدفاع

وزارة الدفاع الأوكرانية مسؤولة عن إدارة الدفاع الإقليمي، والتطوير العسكري، والتعبئة في حالة الحرب، والاستعداد القتالي. وتتولى هيئة الأركان العامة الأوكرانية مهمة تخطيط الإدارة الدفاعية والعملياتية للقوات المسلحة. وهي بمثابة هيئة مساعدة لوزير الدفاع الأوكراني، ومنذ 1 يناير 2019، يجب أن يكون وزير الدفاع مدنيًا.